# Willesden
Willesden es un barrio del municipio londinense de Brent. Se encuentra a unos 8 km (5 mi) al noroeste de Charing Cross, Londres, Reino Unido. Según el censo de 2011 contaba con una población de 52902 habitantes.